# Clan Ikoma
Il clan Ikoma (生駒氏?, Ikoma-shi) fu un clan Giapponese che dichiarava la propria discenednza da Fujiwara no Fusasaki. 

## Storia
Durante il periodo Sengoku sostennero i tre unificatori del Giappone Oda Nobunaga, Toyotomi Hideyoshi e Tokugawa Ieyasu. Nel periodo Edo i rami del clan detenevano la carica di daimyō mentre una famiglia divenne hatamoto per lo shogunato Tokugawa.
La linea principale era costituita dal ramo Owari-Ikoma (尾張 生駒氏?) che era supportato dai Sanuki-Ikoma (讃岐 生駒氏?). Sebbene le due linee fossero divise durante la fine del periodo Sengoku, durante il periodo Edo ebbero una riconciliazione.
Le origini del clan raccontano che durante il periodo Heian Fujiwara no Fusasaki si spostò nel distretto di Ikoma (生駒郡?, provincia di Yamato) dal quale prese il nome. Il fondatore del clan, Ikoma Iehiro, visse durante il periodo Muromachi e si trasferì nel distretto di Niwa, provincia di Owari, per sfuggire alla guerra Ōnin. Fu un mercante di samurai che viveva nel castello di Ko-ori e accumulava ricchezza immagazzinando ceneri e oli per i coloranti e usava i bashaku per trasportare le sue merci.
La genealogia del clan Ikoma registra Ikoma Iehiro come discendente di Fujiwara no Tameyoshi ma mancano i nomi delle generazioni intermedie. Tameyoshi era pronipote di Fujiwara no Tokihira e discendente di nona generazione di Fujiwara no Fusasaki che fondò la "Casa del Nord" del clan Fujiwara.
Un'altra teoria è che il fratello di Tameyoshi, Fujiwara no Nobuyoshi, divenne Ikoma Shōji e iniziò a usare il nome Ikoma. In ogni caso gli antenati sono gli stessi.
Esiste una storia sullo stemma di famiglia ("mon") del clan Ikoma. Si racconta che la cresta fosse un tempo un cerchio completo ma durante l'invasione giapponese della Corea da parte di Hideyoshi, la cresta dipinta sul lato della nave fu sommersa per metà dalle onde, così decisero di cambiare la cresta con un semicerchio.

## Periodo Sengoku
Durante il periodo di Ikoma Iemune, il terzo capo del clan, il castello di Inuyama nella provincia di Owari apparteneva a Oda Nobuyasu. Il nipote di Nobuyasu, Oda Nobunaga, iniziò a visitare la villa della famiglia Ikoma e si avvicinò a loro per la loro forza finanziaria e conoscenza dell'area circostante. Durante la battaglia di Okehazama nel 1560, gli Ikoma ebbero un breve allontanamento da Nobunaga e poterono condurre affari liberamente sul territorio.
Il clan divenne parente di Oda Nobunaga quando la figlia di Iemune, Ikoma Kitsuno, divenne una concubina di Nobunaga. In precedenza era stata sposata con Yaheji Dota che morì nella battaglia di Akechi. Dopo la perdita del marito Kitsuno tornò a casa della sua famiglia dove incontrò Nobunaga. Si racconta che Oda Nobunaga rimase incantato dalla bellezza di Kitsuno e la prese immediatamente come sua concubina. Nobunaga era ufficialmente sposato con Lady Nōhime, figlia di Saitō Dōsan, ma si credeva che il loro non fosse un matrimonio felice, soprattutto perché Nōhime non poteva concepire figli. Si pensa spesso che Kitsuno fosse la concubina più amata di Nobunaga e che probabilmente avesse una posizione più alta di Nōhime. Nel 1557 Kitsuno diede alla luce Nobutada e successivamente Nobukatsu e Tokuhime (Lady Toku). Nel 1564 Kitsuno si trasferì al castello di Kori. Soffriva per le difficoltà del parto e nel 1566 morì all'età di 29 anni. Anche se Nobunaga è spesso considerato come una figura insensibile e bellicosa, si racconta che la pianse per tutta la notte e la fece seppellire alla vista del suo castello. Il suo corpo fu cremato e sepolto nel cimitero del tempio Kyusho, nella città di Tashiro. Nobunaga diede a suo figlio Nobukatsu l'area in cui si trova il tempio Kyusho per proteggere la tomba di Kitsuno, e per rispetto verso la sua preziosa concubina. Suo fratello, Ikoma Ienaga, divenne umamawari (guerriero elite di cavalleria) di Nobunaga.
Nella villa Ikoma ci fu un episodio ben noto in cui un portantino di Nobunaga, Kinoshita Tōkichirō, in seguito noto come Toyotomi Hideyoshi, chiese a Kitsuno di aiutarlo a diventare un ufficiale. Esisteva infatti una forte relazione geografica e sanguigna con il clan Hachisuka.
Sia Ikoma Ienaga, il quarto capo del clan, sia suo figlio Ikoma Toshitoyo, il quinto capo del clan, servirono Oda Nobunaga con uno stipendio annuale di 1.900 koku. Dopo l'incidente di Honnō-ji quando Nobunaga fu assassinato, servirono il suo secondo figlio Oda Nobukatsu. Dopo che Nobukatsu fu costretto a diventare monaco, il clan Ikoma divenne rōnin e successivamente servitore di Toyotomi Hideyoshi.
Nella battaglia di Sekigahara si unirono alle forze di Fukushima Masanori. Ikoma Chikamasa faceva parte della forza di Ishida Mitsunari mentre suo figlio, Ikoma Kazumasa, si unì alle forze di Tokugawa Ieyasu. Chikamasa rimase a Sanuki e mandò i suoi servitori al posto suo per attaccare il castello di Tanabe nella provincia di Tango. Scelse questa strategia per preservare il clan Ikoma indipendentemente da quale parte prevalesse. Poiché Kazumasa combatté nelle forze Tokugawa, Ieyasu permise a Chikamasa di governare il suo dominio dopo la battaglia, ma Chikamasa si assunse la responsabilità di aver combattuto dalla parte perdente e trasferì la guida della famiglia a Kazumasa. Divenne sacerdote e si ritirò sul Monte Kōya. Gli fu presto permesso di tornare nella provincia di Sanuki. Nel 1603 morì nel castello di Takamatsu.

## Periodo Edo
Dopo la guerra Tokugawa Ieyasu chiese alla linea principale del clan Ikoma di essere testimone di Matsudaira Tadayoshi quando entrò nella provincia di Owari, ma dopo la morte di Tadayoshi divennero i servitori di Tokugawa Yoshinao come samurai del dominio di Owari.
Il quinto capo del clan fu Ikoma Toshitoyo. Suo fratello maggiore, Ikoma Yoshinaga creò un nuovo ramo della famiglia noto come famiglia Awa-Ikoma. Sua sorella Jikouin divenne moglie dei signori del dominio di Tokushima.
Dopo il sesto capo del clan, Ikoma Toshikatsu, il clan ricevette uno stipendio annuale di 4.000 koku nel dominio di Owari e in seguito alla restaurazione Meiji divennero consulenti per la famiglia Owari-Tokugawa.

## Capi famiglia
clan Owari-Ikoma (尾張生駒氏)
1. Ikoma Iehiro (生駒家広, 15th century) - Signore del castello di Ko-ori.
2. Ikoma Toyomasa (生駒豊政, ?–?) - Signore del castello di Ko-ori.
3. Ikoma Iemune (生駒家宗, ?–1556) - padre di Ikoma Kitsuno, concubina di Oda Nobunaga e madre di Nobutada, Nobukatsu e Tokuhime (Lady Toku).
4. Ikoma Ienaga (生駒家長, ?–1607) - servitore del clan Oda, Signore del castello di Ko-ori..
5. Ikoma Toshitoyo (生駒利豊, 1575–1670) - servitore del clan Oda, Signore del castello di Ko-ori..
6. Ikoma Toshikatsu (生駒利勝, 1629–1694) - nipote di Toshitoyo.
7. Ikoma Munekatsu (生駒宗勝, ?–1701)
8. Ikoma Munenaga (生駒致長, 1679–1741)
9. Ikoma Muneshige (生駒致稠, ?–?)
10. Ikoma Chikafusa (生駒周房, 1714–1780)
11. Ikoma Chikakuni (生駒周邑, ?–?)
12. Ikoma Chikajun (生駒周詢, ?–?)
13. Ikoma Chikatake (生駒周武, ?–?)
14. Ikoma Chikaakira (生駒周晃, ?–?)
15. Ikoma Chikayuki (生駒周行, ?–?)
16. Ikoma Shō (生駒鍾, ?–?)
17. Ikoma Akihiko (生駒秋彦, ?–?)
18. Ikoma Mutsuhiko (生駒陸彦, ?–?)

## Rami
clan Tsuchida
- Ikoma Chikashige (生駒親重, ?–1570) - figlio di una figlia del fondatore del clan, Ikoma Iehiro, la quale sposò Tsuchida Hidehisa.
- Ikoma Chikamasa (生駒親正 1526–1603) - daimyō del dominio di Takamatsu.
- Ikoma Kazumasa (生駒一正, 1555–1610) -  daimyō del dominio di Takamatsu.
- Ikoma Masatoshi (生駒正俊, 1586–1621) - daimyō del dominio di Takamatsu.
- Ikoma Takatoshi (生駒高俊, 1611–1659) - daimyō del dominio di Takamatsu.
- Ikoma Takakiyo (生駒高清, 1643–1694) - daimyō del dominio di Yashima.
- Ikoma Chikaoki (生駒親興, 1655–1702) - daimyō del dominio di Yashima.
- Ikoma Masachika (生駒正親, 1678–1706) - daimyō del dominio di Yashima.
- Ikoma Chikanao (生駒親猶, 1691–1753) - daimyō del dominio di Yashima.
- Ikoma Chikakata (生駒親賢, 1715–1786) - daimyō del dominio di Yashima.
- Ikoma Chikakata (生駒親賢, 1715–1786) - daimyō del dominio di Yashima.
- Ikoma Chikanobu (生駒親信, ?–?) - daimyō del dominio di Yashima.
- Ikoma Chikakira (生駒親章, 1773–1817) - daimyō del dominio di Yashima.
- Ikoma Chikanori (生駒親孝, 1790–1836) - daimyō del dominio di Yashima.
- Ikoma Chikayoshi (生駒親愛, 1818–1839) - daimyō del dominio di Yashima.
- Ikoma Chikamichi (生駒親道, 1827–1855) - daimyō del dominio di Yashima.
- Ikoma Chikayuki (生駒親敬, 1849–1880) - daimyō del dominio di Yashima.
- Ikoma Chikatsugu (生駒親承, 1868–1886) - daimyō del dominio di Yashima.
- Ikoma Chikatada (生駒親忠, ?–?) - daimyō del dominio di Yashima.
- Ikoma Keio (生駒慶男, 1715–1786)
- Ikoma Mitsuo (生駒光男, 1715–1786)
- Ikoma Michinori (生駒道孝, 1715–1786)
- Ikoma Michiyuki (生駒道敬, 1715–1786)
- Ikoma Kazuyuki (生駒一敬, 1715–1786)

Famiglia Awa-Ikoma
- Ikoma Yoshinaga (生駒善長, ?–1642) - fratello maggiore di Ikoma Toshitoyo, il quale ereditò la linea principale.
- Ikoma Kotokei (生駒言慶, ?–?)

clan Yagari-Ikoma
- Ikoma Masayuki (生駒正幸, ?–?) - figlio di una figlia di Ikoma Kazumasa, la quale sposò Inokuma Noritoshi.
- Ikoma Toshiyuki (生駒俊幸, ?–?)
- Ikoma Masanami (生駒正並, ?–?)

clan Mihara-Ikoma
- Ikoma Sukeuemon Masanari (生駒助右衛門正也, ?–?)
- Ikoma Sukeuemon Naomasa (生駒助右衛門直正, ?–?)
- Ikoma Sukeuemon Naoyuki (生駒助右衛門直行, ?–?)